# Municipio de Giard
El municipio de Giard (en inglés, Giard Township) es una subdivisión territorial del condado de Clayton, Iowa, Estados Unidos. Según el censo de 2020, tiene una población de 388 habitantes.
Abarca un territorio exclusivamente rural.

## Geografía
Está ubicado en las coordenadas 43°2′14″N 91°18′37″O / 43.03722, -91.31028. Según la Oficina del Censo de los Estados Unidos, tiene una superficie total de 94.52 km², correspondientes en su totalidad a tierra firme.

## Demografía
Según el censo de 2020, hay 388 personas residiendo en la región. La densidad de población es de 4,10 hab./km². El 95.62 % son blancos, el 0.77 % son amerindios, el 0.77 % son asiáticos, el 0.77 % son de otras razas y el 2.06 % son de una mezcla de razas. Del total de la población, el 2.32 % son hispanos o latinos de cualquier raza.